# Revolta al Carib
Revolta al Carib (títol original en francès: Estouffade à la Caraïbe) és una pel·lícula franco-italiana dirigida per Jacques Besnard i estrenada el 1967. Ha estat doblada al català.

## Argument
Sam Morgan, aventurer d'estiueig, és agafat per partisans que l'obliguen a apoderar-se de l'or d'un tirà d'Amèrica del Sud per finançar la seva revolució.

## Repartiment
- Frederick Stafford: Sam Morgan
- Jean Seberg: Colleen O'Hara
- Serge Gainsbourg: Clyde
- Maria-Rosa Rodriguez: Estella
- Mario Pisu: Patrick O'Hara
- Paul Crauchet: Valdès